# Kino Traumstern

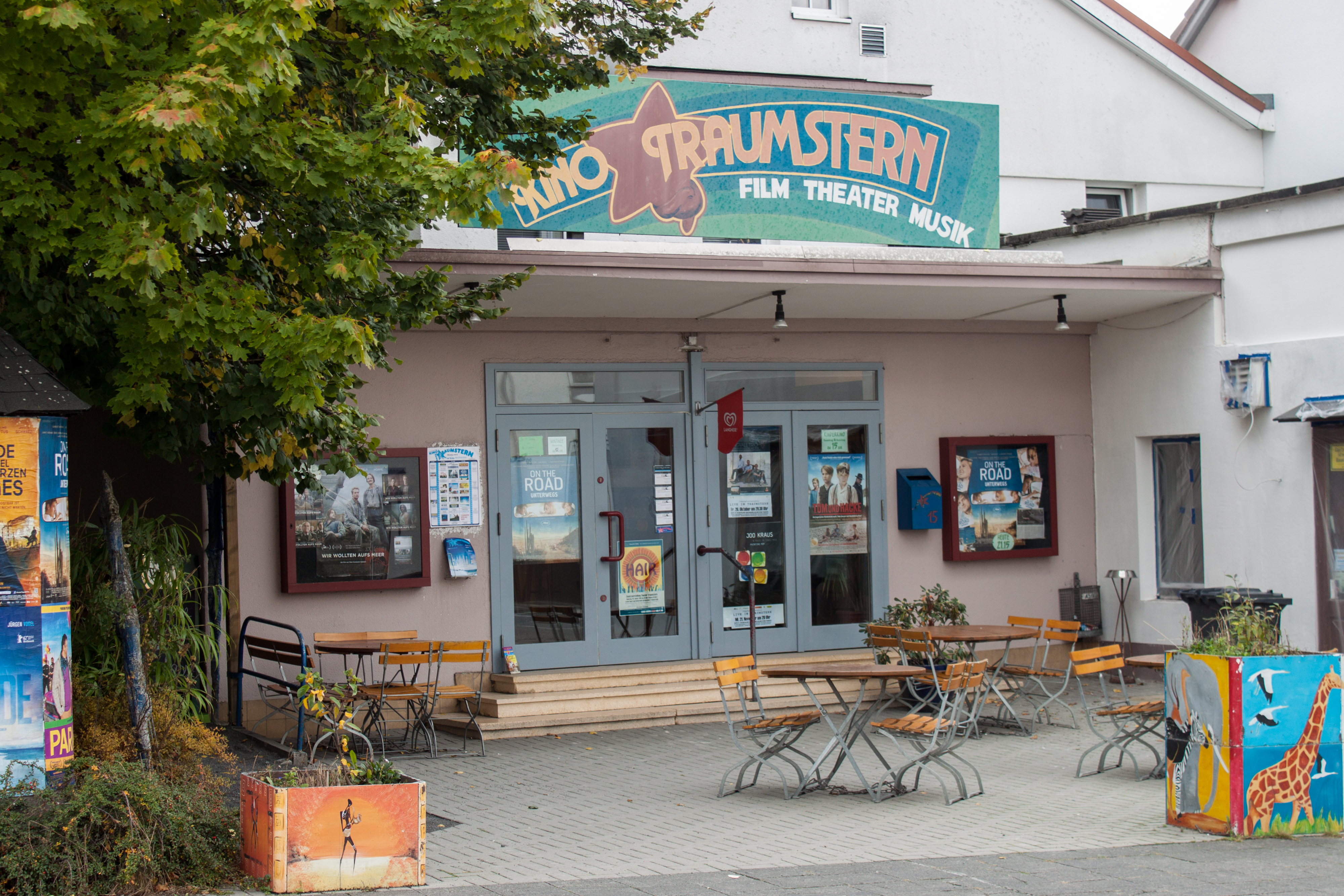
Das Kino Traumstern im Oktober 2012

Traumstern ist der Name eines Programmkinos in der mittelhessischen Kleinstadt Lich. Es wurde 1983 eröffnet und ist heute fester Bestandteil des Kulturlebens der Region.
Neben der reinen Filmvorführung werden auch Regisseure und Schauspieler eingeladen, außerdem bietet das Traumstern auch Bühnenkunst und Live-Veranstaltungen wie Konzerte, Lesungen, Theater, Open-Air-Kino sowie Kinderkino und arbeitet mit Schulen zusammen. Das Traumstern ist Mitglied im Europa Cinema Network / MEDIA Plus (unterstützt durch die Kommission der EU).
Seit 1985 wurde das Kino für sein Jahresprogramm wiederholt durch den Bundesinnenminister ausgezeichnet und erhielt in den vergangenen Jahren mehrfach den Hessischen Kinopreis durch das Hessische Ministerium für Wissenschaft und Kunst verliehen.
Betreiber seit dem Jahr 1989 sind Edgar A. Langer und Hans Gsänger. Edgar A. Langer ist Regionalsprecher für Hessen und Rheinland-Pfalz bei der Arbeitsgemeinschaft Kino, seit 1990 Prüfer der Freiwilligen Selbstkontrolle der Filmwirtschaft in Wiesbaden. Beide arbeiten als Jury-Mitglieder bei Filmfestivals und Filmfestspielen. Im Jahr 2003 wurden die beiden für ihren persönlichen Einsatz für die Belange der Kultur mit der Bundesverdienstmedaille des Verdienstordens der Bundesrepublik Deutschland ausgezeichnet.
Im Jahr 2004 wurde das Kino Traumstern mit dem Kinoprogrammpreis 2004 in Silber ausgezeichnet. Neben dem Hessischen Kinopreis 2004 erhielt Traumstern den Kinopreis des Landkreises Gießen 2004 für Kinokultur auf dem Lande.
Im Jahr 2005 erhielt das Kino folgende Preise:
- Bundeskinopreis 2005 für das beste Gesamtprogramm 2004 in Deutschland
- Bundeskinopreis 2005 für das gute Kinderfilmprogramm 2004
- Bundeskinopreis 2005 für das gute Dokumentarfilmprogramm 2004
- Bundeskinopreis 2005 für das gute Kurzfilmprogramm 2004

Im Jahr 2007 erhielt das Kino Traumstern den Spitzenpreis für das beste Kurzfilmprogramm in Deutschland 2006 und Kinoprogrammpreise für das herausragende Gesamtprogramm, das gute Dokumentarfilmprogramm sowie das gute Kinder- und Jugendprogramm.